# اقتصاد غیرپولی
اقتصاد بدون پول یا غیرپولی سیستمی برای تخصیص کالاها و خدمات و همچنین برای واگذاری کار بدون پرداخت پول است. 

## تعریف
زمانی که ما مشغول به کاریم و یا زمانی که خرید و فروش می‌کنیم و یا سرمایه‌گذاری می‌کنیم و یا زمانی که از کارت اعتباری خود استفاده می‌کنیم ما در حال فعالیت در یک اقتصاد پولی هستیم. اما این همه اموری نیست که ما در زندگی انجام می‌دهیم. ما بچه دار می‌شویم و از سالمندان نگهداری می‌کنیم و یا شیری را که چکه می‌کند تعمیر می‌کنیم. به دوستمان برای رنگ کردن اتاقش کمک می‌کنیم. آشپزی می‌کنیم. خانه را جمع و جور می‌کنیم. باغبانی می‌کنیم. برای روشن کردن ماشین خود از باتری دیگری کمک می‌گیریم. اموری که خودمان انجام می‌دهیم که ممکن است توصرف‌کننده نامیده شود؛ چرا که ما هم تولیدکننده هستیم و هم مصرف کننده. در واقع در تمام این امور ما ایجاد ارزش می‌کنیم اما چون پولی بابت این امور مبادله نمی‌شود در محاسبات تولید ناخالص داخلی لحاظ نمی‌شود.
به عنوان مثالی دیگر نرم‌افزار متن باز لینوکس است. این تولید، که محصول لینوس توروالدس است، پرداختی بابت آن انجام نگرفته و اغلب برای وی به عنوان سرگرمی مطرح بوده است اما بعد از آن تعداد زیادی از برنامه نویسان را مجذوب خود کرد تا به جرح و تعدیل و گسترش آن بپردازند بدون آنکه پرداختی به آنها صورت گیرد. این امر دیگرانی را نیز تشویق نمود تا به طور داوطلبانه انواع مختلفی از این نوع نرم‌افزارها را ساخته و ارائه دهند. این فعالیت تولید و مصرف همزمان (prosuming) در اقتصاد غیرپولی، شیوه تولید نرم‌افزار در اقتصاد پولی را تغییر داده است (در اقتصاد پولی کمپانی‌ها اقدام به استخدام برنامه نویسان می‌کنند و برای نوشتن برنامه به آنها پرداختی انجام می‌گیرد اما در اقتصاد غیرپولی، مبادله پولی در تولید برخی نرم‌افزارها رنگ باخته و این روند رو به گسترش است).